# قانون الغازات المثالية
قانون الغازات المثالية في الفيزياء والكيمياء هو قانون يحكم متغيرات الغاز المثالي. ذكر القانون لأول مرة بواسطة العالم الفرنسي بينوا كلابيرون في عام 1834. اشتق القانون من حقيقة أنه في الحالة المثالية لأي غاز، يحتل عدد معين من الجسيمات نفس الحجم، وأن الحجم يتناسب عكسيا مع تغير الضغط والحرارة خطياً.
بالإضافة لأشياء أخرى، يدمج قانون الغازات المثالية قانون شارل وقانون بويل، حيث ينطبق قانون الغاز المثالي على جميع درجات الحرارة والضغوط المتصورة. كما أن الغاز المثالي من المستحيل أن يتحول إلى سائل تحت أي حرارة أو ضغط.
المتغيرات التي منها تعرف كمية الغاز وحالته هي الضغط، الحجم والحرارة طبقا للقانون التالي:
ح ض = ر ن د
{\displaystyle \ pV=nRT}
حيث:
- ض أو p: ضغط الغاز
- ح أو V: حجم الغاز
- ن أو n: عدد المولات في الغاز
- ر أو R: ثابت الغازات العام
- د أو T: درجة الحرارة المطلقة.

حيث أن قانون الغازات المثالية يتجاهل كلا من الحجم الجزيئي والتفاعلات بين الجزيئات وبعضها، يعد قانون الغازات المثالية أكثر دقة مع الغازات أحادي الذرة في الضغوط المنخفضة ودرجات الحرارة العالية. يكون تجاهل الحجم الجزيئي أقل أهمية كلما ازداد الحجم، أي عند الضغوط المنخفضة. الأهمية النسبية للتفاعلات الجزيئية تضعف بزيادة الطاقة الحرارية أي بزيادة الحرارة.
- الغازات أحادية الذرة مثل الهليوم والكريبتون وغيرها هي كلها من الغازات الخاملة حيث لا ترتبط الذرات مع بعضها البعض مكونة جزيئات وإنما تبقى كل ذرة بمفردها. هذا بالمقارنة بغاز ثنائي مثل الأكسجين والنيتروجين والكلور كلجزيئ منها مكون من ذرتين. ومثال على جزيئ ثلاثي الذرات: ثاني أكسيد الكربون وجزيئه يتكون من 1 ذرة كربون و 2 ذرة أكسجين. وتعتبر الجزيئات الأحادية الذرات أبسط أنواع الغازات في الدراسة وتسمي لذلك غاز مثالي. الغازات الثنائية والثلاثية الذرات والجزيئات الأعقد من ذلك يحدث فيها اهتزاز الذرات وكذلك يمكنها «الدوران» حول محور أو أكثر، مما يصعب دراستها.

وضعت معادلات أكثر تعقيدا مثلا معادلة فان دير فالس والتي تسمح بادخال الحجم الجزيئي والتفاعلات بين الجزيئات في الاعتبار.

## المعادلة العامة للغاز المثالي
تصف المعادلة العامة حالة غاز مثالي من حيث دوال الحالة: الضغط p والحجمV ودرجة الحرارةT وكمية الغاز n وعدد جزيات الغاز N ، وبالتالي كتلة الغاز m. ويمكن كتابة المعادلة في صياغات مختلفة، ولكنها جميعا متساوية، وكل منها يصف حالة النظام بدقة كاملة.
صياغات المعادلة:
{\displaystyle p\cdot V=n\cdot R_{m}\cdot T}
{\displaystyle p\cdot V={\frac {m}{M}}\cdot R_{m}\cdot T}
{\displaystyle p\cdot V=N\cdot k_{\mathrm {B} }\cdot T}
{\displaystyle p\cdot V=m\cdot R_{s}\cdot T}
صياغات أخرى:
{\displaystyle p\cdot v_{m}=R_{m}\cdot T}
{\displaystyle p\cdot v=R_{s}\cdot T}
{\displaystyle p=\rho \cdot R_{s}\cdot T\qquad {\text{consequently}}\qquad {\frac {p}{\rho \cdot T}}=R_{s}}
في تلك المعادلات تعني الرموز الآتية ما يلي:
- kB - ثابت بولتزمان
- Rm - ثابت الغازات العام (أو ثابت الغازات المولي)
- Rs - ثابت الغاز النوعي
- ρ - الكثافة
- vm - الحجم المولي
- v - الحجم النوعي
- N - عدد الجزيئات
- n - عدد المولات
- m - الكتلة
- M - كتلة مولية

تمثل المعادلة العامة للغاز المثالي معادلة الحالة الترموديناميكية عندما تكون الكثافة صغيرة
{\displaystyle \rho \rightarrow 0} dar, أي عندما يكون الضغط صغيرا جدا ودرجة الحرارة عالية. في تلك الحالة يمكن إهمال حجم الجزيئات نفسها وقوى التجاذب بينها.
وتمثل معادلة الغاز المثالي تمثيلا تقريبيا لغازات كثيرة مثل الهواء المشبع ببخار الماء في الظروف الطبيعية (1 ضغط الجوي، ودرجة حرارة 20 مئوية)، فهي تصف حالته بدقة تقريبية مناسبة. وينتج من المعادلة العامة للغاز المثالي أن الطاقة الداخلية للغاز المثالي لا تعتمد على الضغط أو الحجم، وتعتمد فقط على درجة الحرارة. وتتكون الطاقة الداخلية في هذه الحالة من طاقة الحركة والحركة الحرارية لجزيئات الغاز.
في عام 1873 أضاف الفيزيائي فان ديرفال المعادلة المعروفة باسمه معادلة فان دير فال الحجم الذاتي لجزيئات الغاز وقوي التجاذب على المعادلة العامة وأصبحت معادلته بذلك تنطبق أيضا على الغازات الحقيقية.
ولا ينطبق تأثير جول-تومسون على الغاز المثالي.

## استنتاجها من نظرية ديناميكا الغازات
تنص نظرية ديناميكا الغازات على أن الغازات تتكون من ذرات منفردة أو جزيئات منفردة، وكل منها له كتلة {\displaystyle m} وسرعة {\displaystyle v}.
وتتناسب متوسط طاقة الحركة لجميع الجسيمات تناسبا طرديا مع درجة الحرارة.
{\displaystyle {\overline {E_{\mathrm {kin} }}}={\frac {1}{2}}m{\bar {v^{2}}}={\frac {3}{2}}k_{\mathrm {B} }T}
حيث {\displaystyle {\bar {v^{2}}}} متوسط مربع سرعة الجسيمات، وkB ثابت بولتزمان.
ومنها نرى أن الجزيئات تتحرك بسرعات كبيرة عندما تكون درجة حرارة الغاز عالية. تفعل ذلك فلا تكون سرعاتها متساوية، وإنما تتبع السرعات توزيعا احصائيا منتظما، ويسمى هذا التوزيع توزيع ماكسويل-بولتزمان.
فإذا كان الغاز موجودا في وعاء حجمه
{\displaystyle V}
تصتدم جزيئات الغاز باستمرار بجدار الوعاء وترتد منه. بذلك تعطي الجزيئات بعضا من زخم حركتها، وتعطي الجزيئات جزءا من زخم حركتها للجدار في كل ثانية على كل سنتيمتر مربع من سطح الجدار. وتؤثر صدمات الجزيئات على كل جزء من أجراء جدار بقوة نسميها «ضغط الغاز» {\displaystyle p}.
- زخم حركة الجزيئ = الكتلة. السرعة

= {\displaystyle m} . {\displaystyle v}
ويكون ذلك الضغط كبيرا كلما زادت سرعة الجسيمات. فمن ناحية يزداد معدل اصتدام الجزيئات بالجدار بزيادة سرعة الجزيئات، ومن جهة أخرى تكون الصدمات أكثر شدة بزيادة السرعة ويزداد جزء زخم الحركة الذي تعطيه الجزيئات إلى الجدار. فإذا زادت كثافة الجزيئات في الغاز {\displaystyle N/V} يزيد احتمال اصتدام الجزيئات بالجدار. من ذلك يمكن استنباط معادة الضغط للغاز:
{\displaystyle p={\frac {2}{3}}{\frac {N}{V}}{\frac {m}{2}}{\bar {v^{2}}}={\frac {2}{3}}{\frac {N}{V}}{\overline {E_{\mathrm {kin} }}}}.
وإذا عوضنا عن متوسط طاقة الحركة للجزيئات بدرجة الحرارة، نحصل على معادلة اغاز المثالي:
{\displaystyle p\cdot V=Nk_{\mathrm {B} }T}.
تنطبق تلك المعادلة على غازات قليلة الكثافة وعند درجة حرارة عالية. وعند استنباطنا لها فقد أهملنا قوي التجاذب بين الجسيمات، التي تخفض من ضغط الجسيمات على جدار الوعاء. وفوق ذلك فإن الجزيئات لها حجم ولا يمكن للغاز أن ينكمش إلى ما لانهاية لأن الجزيئات تشغل جزء من الحجم. أما وصف
حالة غاز حقيقي فيمكن بتطبيق معادلة فان دير فال.
ملحوظة:  في المعادلة أعلاه التي تعطي متوسط طاقة الحركة
{\displaystyle {\overline {E_{\mathrm {kin} }}}}
للجزيئات نجد فيها العدد 3 في البسط. هذا العدد يعطي ما يسمى درجة حرية الجزيئ، أي أن في المعادلة توجد «3 درجات حرية» لكل جزيئ، ذلك يعبر عن أن سرعة v كل جزيئ يمكن تحليلها في ثلاثة اتجاهات: س وص، ع.
مبدأ افوجادرو: ينص على ان الحجوم المتساوية من الغازات المختلفه تحتوي العدد نفسه من الجسيمات عند نفس درجه الحرارة والضغط.